# Dagashi Kashi
Dagashi Kashi (яп. だがしかし Дагаси Каси, букв. «Дешёвые сладости») — манга автора Котоямы. Публиковалась в журнале Weekly Shōnen Sunday с июня 2014 по март 2018 года. Ранобэ-адаптация под названием Dagashi Kashi: Mō Hitotsu no Natsu Yasumi (яп. だがしかし もうひとつの夏休み Дагаси каси Мо: хитоцу но нацуясуми, «Магазинчик сладостей: Ещё одни летние каникулы») за авторством создателя Haiyore! Nyaruko-san Манты Айсоры была опубликована Shogakukan 18 декабря 2015 года под его импринтом Gagaga Bunko. Показ аниме-адаптации студии Feel начался 7 января 2016 года. «Dagashi Kashi» переводится как «дешёвые сладости», но если прочесть название как «Daga Shikashi», оно может также означать «однако».

## Персонажи
Коконоцу Сикада (яп. 鹿田 ココノツ Сикада Коконоцу) — главный герой, мечтающий стать мангакой с тех пор, как он, будучи ребёнком, показал отцу свой рисунок. Поскольку отец похвалил сына, его стремление стать мангакой усилилось. Однако отец хочет, чтобы сын стал девятым хозяином их магазина сладостей, несмотря на протесты Коконоцу. Коконоцу хорошо знает, что нужно делать, чтобы конфеты привлекали больше внимания и даже имели лучший вкус. Однако он не осознаёт наличие у себя этого таланта, и всегда, когда его спрашивают о конфетах, он высказывает первую пришедшую в голову идею, даже не понимая, что все его подобные идеи оказываются полезными.
Сэйю: Ацуси Абэ
Хотару Сидарэ (яп. 枝垂 ほたる Сидарэ Хотару) — городская девушка, чей отец является владельцем всемирно известной компании по производству конфет. Так как Хотару когда-нибудь унаследует её, она хочет превратить её в лучшую компанию в мире. Она часто восхищается невероятной способностью Коконоцу создавать идеальные сладости без каких-либо усилий. Хотару пришла в магазин семьи Сикада, дабы уговорить отца Коконоцу, который также довольно известен, работать в компании её отца. Как выяснилось позже, Ё не собирается покидать свой магазин, пока Коконоцу не станет следующим хозяином. Она пришла в ужас, когда узнала, что талант Коконоцу пропадёт зря, и поэтому заключила сделку с его отцом: если она уговорит Коконоцу стать хозяином магазина, его отец сразу же станет работать на компанию отца Хотару.
Сэйю: Аяна Такэтацу
Сая Эндо (яп. 遠藤 サヤ Эндо: Сая) — младшая сестра То и подруга Коконоцу. Она работает в «Кафе Эндо» и имеет чувства к Коконоцу. Поначалу её беспокоит присутствие Хотару, но потом они становятся подругами, так как их цели взаимосвязаны: Хотару хочет, чтобы Коконоцу управлял магазином, а Сая — чтобы он остался в городке. После того, как Сая побеждает Хотару в игре «мэнко», та начинает обращаться к ней, используя суффикс «-си» — устаревшее обращение ученика к своему учителю.
Сэйю: Манами Нумакура
То Эндо (яп. 遠藤 豆 Эндо: То:) — старший брат Саи и друг Коконоцу. Чаще всего одет в гавайскую рубашку. Его семья владеет кафе под названием «Кафе Эндо».
Сэйю: Тацухиса Судзуки
Ё Сикада (яп. 鹿田 ヨウ Сикада Ё:) — отец Коконоцу. Отчаянно пытается уговорить сына стать девятым хозяином магазина и продолжить его дело. Он заключает сделку с Хотару, согласно которой, если она уговорит Коконоцу унаследовать магазин, Ё станет работать в компании её отца.
Сэйю: Кэйдзи Фудзивара

### Аниме

#### Список серий
| 1 | Умайбо, картофель-фри и… / Кофейно-молочные конфеты, «Молодые пончики» и… «Умайбо: то потэфу то… / Ко:хи: гю:ню: кянди: то янгу до:нацу то…» (うまい棒とポテフと... /コーヒー牛乳キャンディとヤングドーナツと...) | 7 января 2016 года  |
| Коконоцу Сикада хочет стать мангакой. Но его отец Ё заставляет его унаследовать семейный магазин конфет. В то же время красивая девушка по имени Хотару Сидарэ приходит к ним и пытается уговорить Ё, чтобы тот работал на компанию по производству конфет, которой владеет её отец. Ё отказывается, так как не хочет покидать магазин без уверенности в том, что Коконоцу продолжит его дело. Поэтому Хотару решает остаться у них, пока Коконоцу не согласится унаследовать магазин. Позднее Коконоцу встречает близнецов Эндо — То и Саю — и рассказывает им о Хотару, не называя её имени. Некоторое время спустя Сая лично встречает Хотару, угодившую в грязь на рисовом поле, и отводит её домой, не подозревая о том, что это именно о ней Коконоцу рассказывал ранее. | |                     |
| 2 | Кинакобо, пиво намайки и… / Свисток «Рамунэ», мэнко и… «Кинакобо: то намайки би:ру то… / Фуэ рамунэ то мэнко то…» (きなこ棒と生いきビールと... /笛ラムネとめんこと...)                                            | 14 января 2016 года |
| Хотару приходит в магазин Сикада и продолжает эксцентрично себя вести, доходя до того, что пьянеет от безалкогольного пива. Позднее Коконоцу встречается с Саей, а затем их встречает Хотару, играющая на конфете-свистке. Затем она рассказывает историю об этой конфете. Сая считает, что это чушь, но Коконоцу кажется, что история аллегорична, что также может подразумевать, что выходки Хотару не искренни. Сая разряжает обстановку, представив, сколько конфет она получит, если Коконоцу унаследует магазин. Затем все трое играют в «мэнко», где Сая поражает обоих своей удачливостью. | |                     |
| 3 | «Бутамэн то курукуру бо:дзэри: то…» (ブタメンとくるくるぼーゼリーと...) | 21 января 2016 года |